# Socrates (Schachprogramm)
Socrates (benannt nach dem griechischen Philosophen Sokrates) war ein Schachprogramm, das in den 1990er-Jahren durch den amerikanischen Informatiker Don Dailey (1956–2013) und seinen Landsmann Larry Kaufman (* 1947) entwickelt wurde und das im Jahr 1993 die Nordamerikanische Computerschachmeisterschaft gewann.

## Geschichte

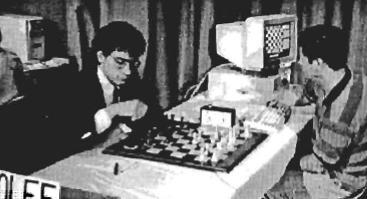
GM Patrick Wolff (links) im Spiel gegen Socrates bedient von Don Dailey beim Harvard Cup 1992

Socrates wurde für das damals sehr gebräuchliche Computer-Betriebssystem DOS entwickelt und lief auf handelsüblichen PCs. Nach seinem ersten, eher bescheidenen  Auftritt bei der 21. Nordamerikanischen Computerschachmeisterschaft im Jahr 1990, kam seine Sternstunde drei Jahre später, als es die Vorjahressieger HiTech und Deep Thought distanzieren konnte und als erstes und einziges PC-Programm überhaupt, den Titel des Nordamerikanischen Computerschachmeisters erringen konnte.
Beim Harvard Cup, einem Turnier „Mensch gegen Maschine“, das in der Zeit von 1989 bis 1995 jährlich von der Universität Harvard organisiert wurde, und in Boston oder New York City stattfand, schlug Socrates 1992 den amerikanischen Großmeister Patrick Wolff (Bild) in 64 Zügen.